# Нанмаран
Нанмаран (там. நன்மாறன்; 1-а пол. I ст. дон. е.) — правитель держави Пандья.

## Життєпис
Спадкував Недунджчеліяна III. Ймовріно в цей час зберігався мир зусіма с усідами, оскільки поети санграм, насамперед Марутхар Іланаканар, Капілар, Наккірар, вихваляють чесноти правителя, не вказуючи на військові походи та його звитягу. Разом з тим впеотам вказується, що вів наказуєправителоям Чола іЧера, а також ще 3 державам, що на думку дослідників може свідчити про зберігання зверхності Пандья над цими державами.
Йому спадкував Маранвалуді.